# Mohamed Salah
Pour les articles homonymes, voir Salah.
Mohamed Salah Hamed Mahrous Ghaly (en arabe : محمد صلاح حامد محروس غالي), parfois surnommé Mo Salah, Momo en Italie  né le 15 juin 1992 à Nagrig en Égypte, est un footballeur international égyptien qui évolue au poste d'ailier droit au Liverpool FC. Il est considéré comme l'un des meilleurs joueurs du monde, le meilleur footballeur arabe de l’histoire et le meilleur footballeur égyptien notamment pour son efficacité, son sens du dribble et sa vitesse.
Mohamed Salah commence sa carrière professionnelle dans son club formateur du Al Mokawloon Al Arab SC avant de rejoindre l'Europe au FC Bâle où il remporte deux championnats suisses. En 2014, il signe en Premier League au Chelsea FC mais ne parvient pas à s'imposer en tant que titulaire et part en Italie, d'abord à l'ACF Fiorentina puis à l'AS Roma où il se révèle. En 2017, l'Égyptien retourne en Angleterre et s'engage au Liverpool FC pour 42 millions d'euros.
Dès sa première saison avec les Reds, l'ailier égyptien atteint la finale de la Ligue des champions face au Real Madrid et termine meilleur buteur de Premier League avec un record de 32 buts (battu en 2023 par Erling Haaland). L'année suivante, il gagne cette fois-ci la Ligue des champions en ouvrant le score lors de la finale contre le Tottenham Hotspur. Le trio offensif qu'il forme avec Sadio Mané et Roberto Firmino est l’un des plus prolifiques de l’histoire de la Premier League, compétition qu'ils remportent en 2020 mettant fin à une disette de 30 ans pour Liverpool, avant d'atteindre en 2022 la finale de la Ligue des champions, à nouveau face au Real Madrid.
Sélectionné avec l'équipe d'Égypte depuis 2011, Mohamed Salah dispute les Jeux olympiques d'été de 2012 (inscrivant 3 buts) puis la Coupe d'Afrique des nations où il atteint la finale en 2017 et 2022. Il participe également à la Coupe du monde en 2018 où il est éliminé au premier tour avant d'échouer à se qualifier pour l'édition 2022. Nommé joueur africain de l'année en 2017 et 2018, il est le capitaine et le deuxième meilleur buteur des Pharaons derrière Hossam Hassan.
En dehors du football, Mohamed Salah est considéré comme un symbole de fierté nationale en Égypte pour ses réalisations et a été nommé dans la liste des 100 personnes les plus influentes du magazine Time en 2019. Ses chaussures font leur entrée au British Museum en 2018. Son influence s'étend à tout le monde arabe où il est l'un des sportifs les plus célèbres,.

## Biographie

### Enfance et formation

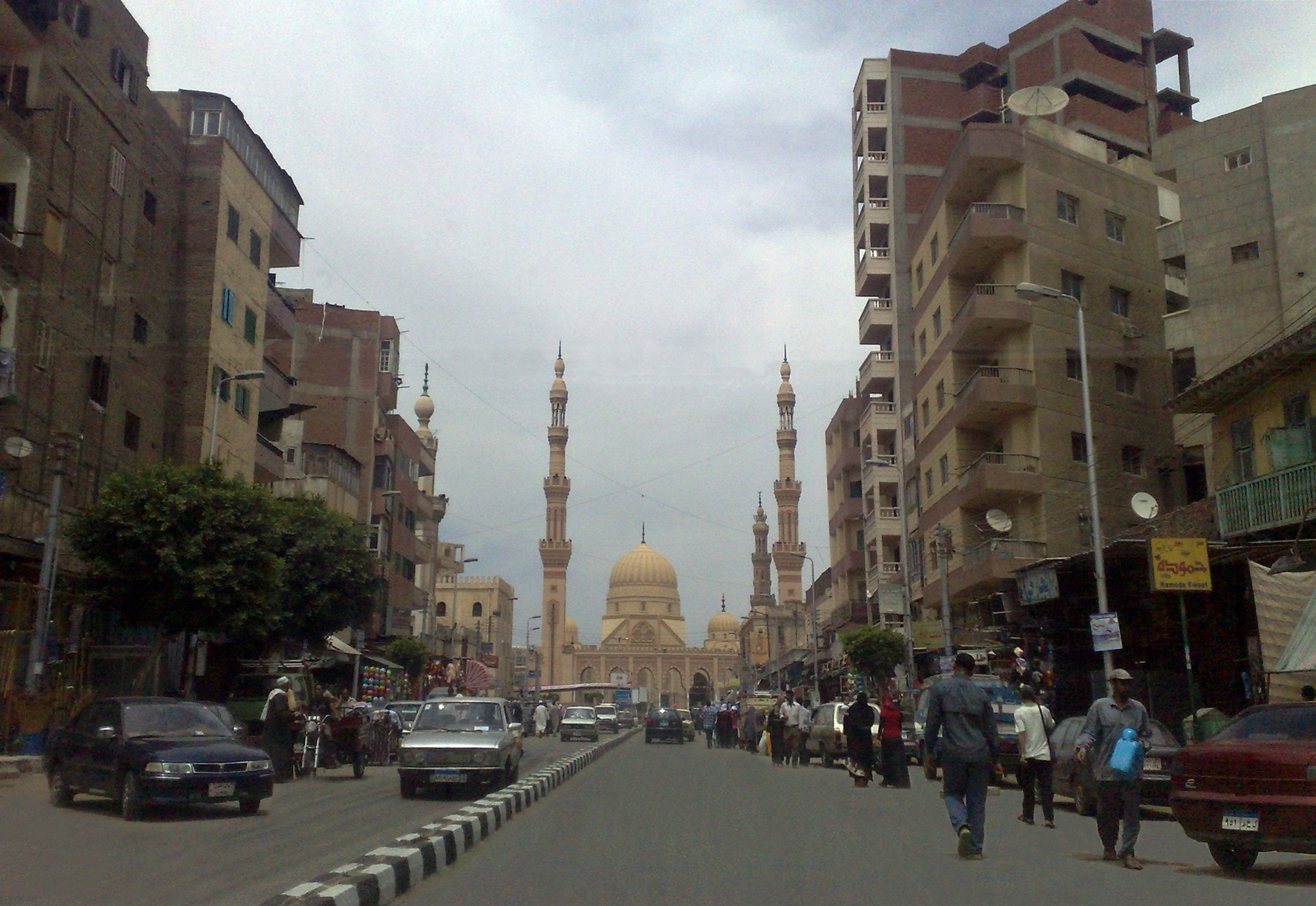
Al Gharbeya, région d'origine de Mohamed Salah.

Né dans une famille de trois enfants à Nagrig, un village à proximité de Basyoun, dans le gouvernorat de Gharbeya, d'une mère au foyer et d'un père employé administratif dans un hôpital, Mohamed Salah se découvre très vite une passion : le football. Fan de Zinédine Zidane, de Ronaldo et de Francesco Totti, il passe la plupart de son temps libre à jouer au football dans les rues de sa ville. À quatorze ans, il fait tous les jours un trajet de plusieurs heures en direction du Caire pour y suivre sa formation en club, avant de retourner sur les bancs de l'école l'après-midi. Salah déclarera « Quand je rentrais le soir, je devais dormir et le lendemain je devais me réveiller rapidement », il continuera en racontant que lorsque son petit frère avait voulu suivre le même chemin que lui, leur mère l'en avait empêché, ne voulant pas qu'un autre de ses fils essaie de devenir footballeur.
Lors de ses débuts à 17 ans, Mohamed Salah est le plus jeune joueur du championnat égyptien. Il se révèle lors de la saison 2010-2011 et c'est à ce moment qu'Al Ahly SC et le Zamalek, les deux clubs les plus titrés d'Afrique, tentent de le recruter.
Le 10 avril 2012, le FC Bâle lui fait signer un contrat de quatre ans pour 2 500 000 euros.

### Révélation au FC Bâle (2012-2014)

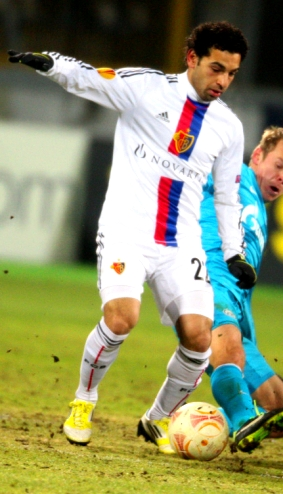
Mohamed Salah sous les couleurs du FC Bâle.

Le 23 juin 2012, le footballeur inscrit son premier but pour le FC Bâle lors de son premier match. À la fin du match, son entraîneur, Heiko Vogel (en), déclare que Salah serait un élément essentiel de l'équipe pour faire mal à l'adversaire pendant toute la durée de la saison. Le joueur devient rapidement la star du club, tout d'abord en étant à l'origine des trois buts contre le FC Thoune durant le match de championnat suisse puis en donnant une passe décisive et en inscrivant son premier but lors du match contre Lausanne. Il se classe dans le top 15 des meilleurs jeunes attaquants au monde. En 2012, il est le seul représentant africain au Golden Boy, trophée qui récompense le meilleur espoir de l'année en Europe. Le 27 novembre 2012, l'ailier termine en tête des votes sur internet sur plus de 400 000 votes. Il est donc le vainqueur du trophée sur Internet bien que le vrai vainqueur soit désigné par une commission officielle. Le footballeur est aussi nommé meilleur espoir de l'année 2012 par la Confédération africaine de football. Le 28 décembre 2012, dans un entretien avec la chaîne de télévision égyptienne Melody Sport, Salah confie qu'il voudrait rejoindre le Borussia Dortmund, mais que le FC Bâle refuserait surement de le vendre, en tant que club jumelé au Bayern Munich, dont les recruteurs l'ont conseillé au FC Bâle. L'athlète déclare ensuite : « J'aime le style de Dortmund et je pense qu'il est similaire à notre façon de jouer avec l'équipe d'Égypte ». Le 4 avril 2013, lors du quart de finale aller de Ligue Europa contre Tottenham Hotspur, il réalise une performance remarquée. Le portier adverse, Brad Friedel, déclare à la fin du match : « Il était excellent ». Le gardien suisse, Yann Sommer annonce quant à lui : « Tottenham ne savait pas comment l'arrêter ». Mohamed Salah reçoit même les louanges de son président Bernhard Heusler : « S'il était plus réaliste, je pourrais rajouter un zéro à son prix ! ». Le 10 avril 2013, la presse italienne fait état d'un intérêt de l'Inter Milan pour Salah. Le 15 avril 2013, c'est Manchester United qui s'intéresse à la star du FC Bâle. Le 26 avril 2013, le Daily Mail annonce l’intérêt de Tottenham Hotspur et de son entraîneur, André Villas-Boas, pour le jeune joueur.
Le 21 août 2013, lors de la dernière phase de barrage aller de la Ligue des champions 2013-2014, Mohamed Salah inscrit deux buts et obtient un penalty. Le 27 août 2013, Bâle se qualifie avec lui pour la C1. Lors du premier match de groupe, alors que Bâle est en difficulté contre Chelsea, le joueur inscrit le but de l'égalisation, qui redonne espoir a son équipe. Son équipe remporte le match sur le score de 1-2. Durant le match retour, Salah marque encore, permet à son équipe de l'emporter 1-0 et de garder espoir en la qualification pour le prochain tour. Début décembre 2013, il est élu meilleur joueur du championnat suisse 2012-2013. À l'approche du mercato hivernal, Liverpool décide d'accélérer les négociations pour l'engager. Fin janvier 2014, Mohamed Salah est élu meilleur joueur de Super League, joueur préféré du public et est dans l'équipe-type de la compétition.

### Période au Chelsea FC et rebond à l'ACF Fiorentina (2014-2015)

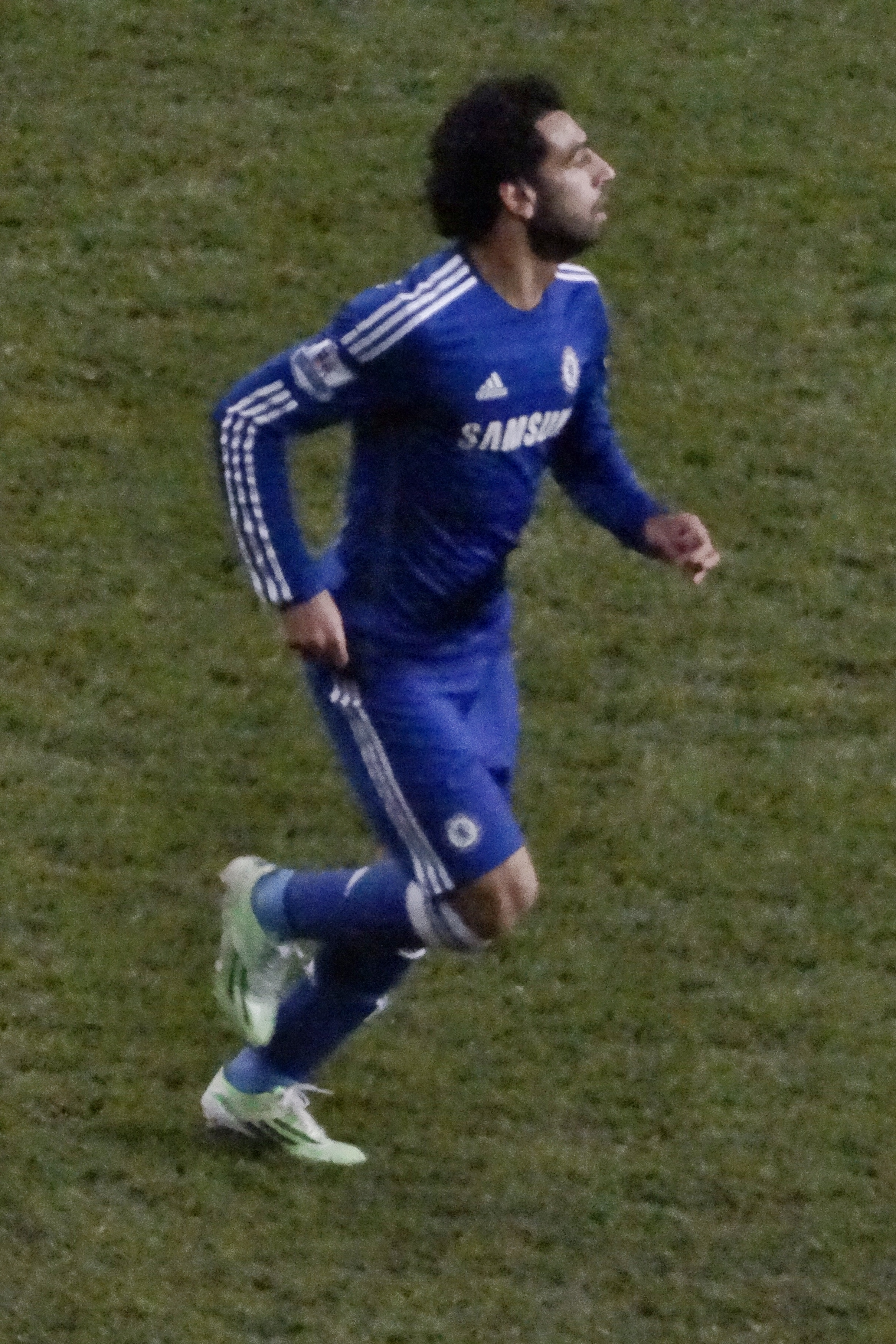
Mohamed Salah avec le Chelsea FC.

Le 23 janvier 2014, le club annonce sur son site officiel un accord entre le FC Bâle et Chelsea pour le transfert du joueur. Avant même l'officialisation de son transfert, José Mourinho se montre très heureux quant à la venue du jeune égyptien chez les Blues, il déclare notamment : « Il est jeune, rapide, créatif et enthousiaste. Il est le genre de joueur qui est humble sur le terrain, prêt à travailler pour l'équipe. 
Salah s'est montré ravi à l'idée de rejoindre Chelsea et je suis très heureux de l'avoir avec moi dans l'équipe ». Le 22 mars 2014, Mohamed Salah inscrit son premier but en championnat avec Chelsea FC contre Arsenal, lors de la victoire aisée des Blues à Stamford Bridge, qui scelle définitivement le score de ce match (6-0). Le 5 avril lors de sa première titularisation pour Chelsea face à Stoke City, il réalise un très bon match en marquant un but, en délivrant une passe décisive et en provoquant un penalty. À la suite de ses bonnes entrées et de sa très belle prestation, José Mourinho le titularise pour les cinq derniers matchs de la saison.

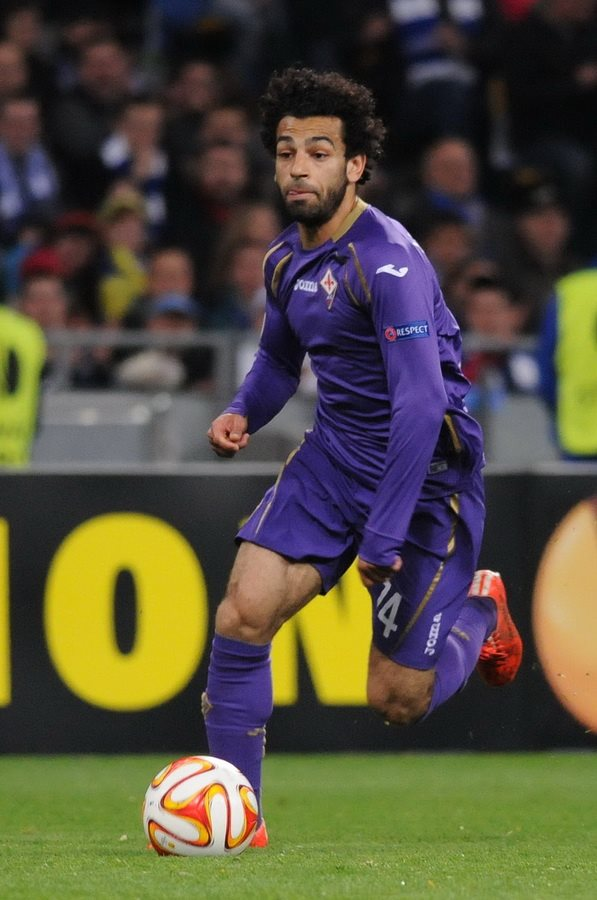
Mohamed Salah avec l'ACF Fiorentina en Ligue Europa 2014-2015.

Le 2 février 2015, Salah est prêté jusqu'à la fin de la saison à la Fiorentina dans le cadre du transfert de Juan Cuadrado à Chelsea. Il est buteur lors de sa première titularisation avec la « Fio » le 12 février 2015 face à Sassuolo. Il récidive la journée suivante face au Torino le 22 février. Quatre jours plus tard, il inscrit de nouveau un but, cette fois en Ligue Europa contre Tottenham Hotspur. Salah enchaîne le 1er mars suivant en offrant la victoire face à l'Inter Milan lors de la 25e journée de championnat. Le 5 mars 2015, il inscrit son premier doublé avec la Viola lors des demi-finales aller de la Coupe d'Italie au Juventus Stadium. En offrant la victoire (1-2) à son équipe, la Juventus concède sa quatrième défaite à domicile depuis l'inauguration de sa nouvelle enceinte. Un mois après son arrivée, il a donc été buteur dans trois compétitions différentes et totalise six buts marqués pour sept matchs joués.

### Confirmation à l'AS Roma (2015-2017)
Le 6 août 2015, Mohamed Salah est prêté par Chelsea à l'AS Rome pour un prêt payant de 2 millions d'euros avec option d'achat. Alors que la nouvelle saison commence, il fait ses débuts avec le club romain le 22 août face à Hellas Vérone (1-1). Le 11 septembre 2015, la Fiorentina dépose une plainte auprès de la FIFA, attaquant Chelsea pour une rupture de contrat, mécontent que le joueur soit finalement vendu par Chelsea à l’AS Rome, alors que la Fiorentina ne s’est pas prononcé pour ou contre la levée de l’option d’achat. Or, la Fiorentina estimait qu'elle aurait dû bénéficier d'un nouveau prêt pour la saison 2015-2016. La FIFA rejettera finalement cette plainte.
Le 20 septembre 2015, Mohamed Salah marque son premier but face à Sassuolo et aide la Roma à obtenir le point du match nul. Les dirigeants romains annoncent vouloir activer l'option d'achat d'un montant estimé à 15 millions d'euros le 1er octobre 2015. Le 25 octobre 2015, l'Égyptien rayonne pour son retour au Stadio Artemio Franchi où il marque un but face à son précédent club de l'ACF Fiorentina. Lors de cette partie, il est sanctionné à quelques minutes de la fin d'un deuxième carton jaune synonyme d'expulsion. À la fin de la saison, l'ailier est élu meilleur joueur de l'AS Rome de la saison 2015–2016 en récompense de son incroyable première saison sous les couleurs romaines. Il est le meilleur buteur du club avec 15 buts marqués et un total de 9 passes décisives toutes compétitions confondues.
Le transfert du joueur est acté définitivement le 3 août 2016pour un montant de 15 millions d'euros. Le 6 novembre 2016, Mohamed Salah inscrit un coup du chapeau au Stadio Olimpico qui offre une victoire à la Roma face à Bologne F.C. lors de la victoire de sa formation sur le score de 3-0, portant le total de but du joueur en série A à 8 en seulement 12 matchs. Dans la continuité de sa première saison, le joueur signe de solides performances qui lui permettent en 31 matchs de championnat de totaliser 15 buts et 11 passes décisives.

### Réussite au Liverpool FC (depuis 2017)
Le 22 juin 2017, Mohamed Salah rejoint officiellement le Liverpool FC pour une durée de contrat de cinq ans et un montant de transfert de 42 millions d'euros, faisant de lui alors le joueur arabe et africain le plus cher de l'histoire du football. Il s'agit de surcroît d'un montant de transfert record pour le club anglais, éclipsant les 41 millions d'euros dépensés pour Andy Carroll en 2011. Le footballeur reçoit le maillot floqué du numéro 11 porté précédemment par son nouveau coéquipier Roberto Firmino qui jouera à la place avec le numéro 9.

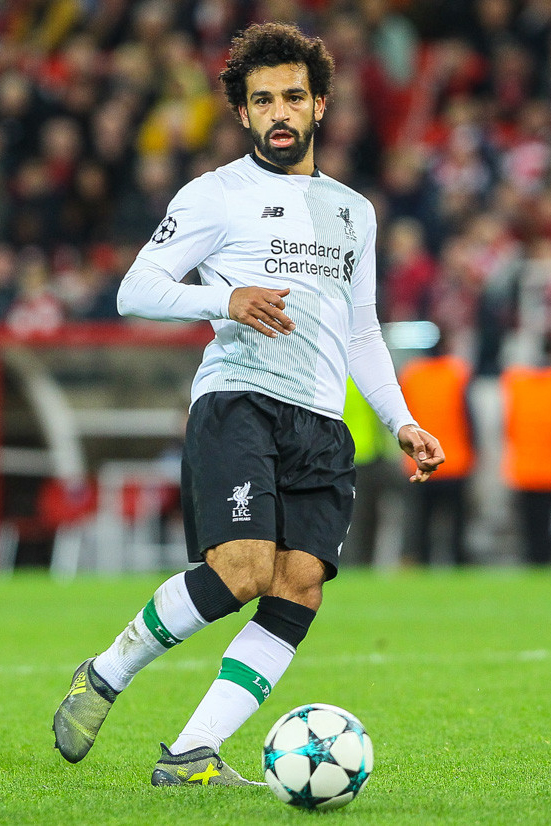
Mohamed Salah en 2017 avec le Liverpool FC.

Il marque dès son premier match de Premier League face à Watford et récidive quelques jours plus tard face à 1899 Hoffenheim en barrage retour de la Ligue des champions,. Pour ses performances en août, Salah est élu Joueur du mois par les supporters de Liverpool. Le 13 septembre 2017, l'Égyptien inscrit son premier but en C1 sous les couleurs de Liverpool face au Séville FC lors du match nul 2-2. À la suite de sa performance, il est élu meilleur joueur de la première journée de Ligue des champions. Le 4 novembre, l'athlète marque un doublé face à West Ham (4-1). Une performance qu'il réédite lors de la confrontation suivante face à Southampton (3-0) qui lui permet de porter son total de buts à 9 en 12 matchs et d'être ainsi le meilleur buteur de Premier league au terme de la journée. Grâce à de solides performances et sept buts inscrits en quatre matches, l'ailier est à nouveau élu joueur du mois (de novembre) de Premier League. Mohamed Salah enchaîne les buts en Premier League et marque, lors de la 23e journée, son 21e but en championnat en éliminant trois joueurs contre Tottenham. Il devient le deuxième joueur le plus rapide à atteindre les vingt buts pour Liverpool (lors de sa 26e apparition), derrière George Allan qui atteint le cap en 19 apparitions en 1895, ainsi que le joueur le plus rapide de l'histoire de Liverpool à avoir marqué plus de 20 buts. Le 17 mars 2018, avec son quadruplé et premier coup du chapeau, face à Watford, le joueur est le meilleur buteur de l'histoire des Reds pour une première saison, en ayant trouvé le chemin des filets à 36 reprises. À la suite de cette performance, l'ancien capitaine de Liverpool Steven Gerrard déclare : « je pense que nous assistons au début de l'avènement d'un joueur immense ». Salah reçoit le surnom d'« Egyptian King » par les partisans de Liverpool, découlant d'un chant écrit en son honneur et repris sur les airs de  Sit Down (en) du groupe anglais James. Fort d'une première saison réussie avec Liverpool, le natif de Nagrig devient rapidement le point focal de l'équipe et le premier joueur de l'histoire du championnat d’Angleterre à remporter à trois reprises le titre de meilleur joueur du mois sur une même saison, au cours de laquelle il est sélectionné dans l'équipe de l'année PFA,. Le 21 avril 2018, il marque son 31e but face à West Bromwich Albion qui lui permet d'égaliser le record de but sur une seule saison en Premier League (record partagé avec Alan Shearer, Cristiano Ronaldo et Luis Suarez). Il bat ce record le 13 mai à Anfield en marquant son 32e but face à Brighton.
Le 24 avril 2018, en match aller de la demi-finale de la Ligue des champions face à l'AS Roma, Mohamed Salah réalise un grand match en délivrant deux passes décisives à ses coéquipiers Sadio Mané et Roberto Firmino et en marquant deux buts (victoire de Liverpool 5-2).
Le 26 mai 2018, lors de la finale de la Ligue des champions opposant Liverpool au Real Madrid, le joueur est contraint de sortir au bout de seulement trente minutes de jeu à cause d'une blessure à l'épaule causée par un accrochage avec le défenseur madrilène Sergio Ramos. Sans lui, son équipe s'incline 3 buts à 1. S'il s'impose comme l'un des meilleurs joueurs d'Europe lors de la saison 2017-2018, c'est surtout aux yeux du grand public que la reconnaissance est réelle. En termes de distinction personnelle, Mohamed Salah reçoit le prix de Joueur africain de l'année en 2017 et est le principal favori à sa propre succession avec le Sénégalais Sadio Mané pour le trophée 2018. Au classement du Ballon d'or 2018, et malgré une saison qui l'a vu atteindre la finale de la Ligue des champions, le footballeur termine à la sixième place, derrière Lionel Messi, Kylian Mbappé, Antoine Griezmann, Cristiano Ronaldo, et Luka Modric.

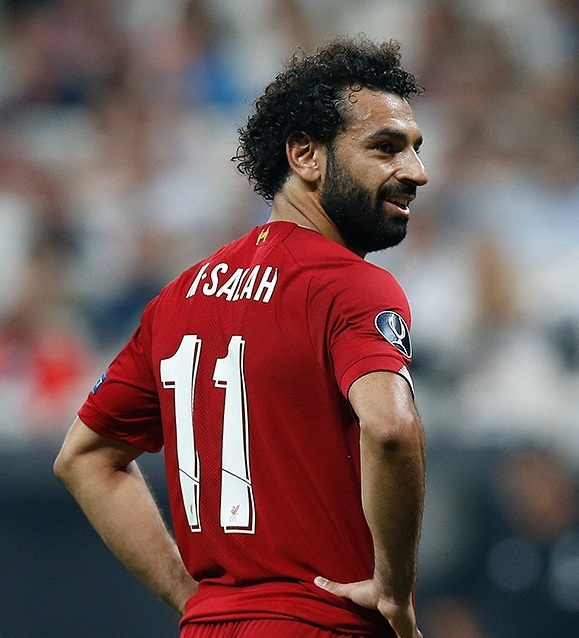
Mohamed Salah sous les couleurs du Liverpool FC en août 2019.

Lors de la saison 2017/2018, Salah bat le record du plus grand nombre de buts marqué en une saison en Angleterre avec 32 buts en 38 matches
Lors de la saison 2018/2019, l'ailier devient le meilleur buteur du championnat (ex-aequo avec Sadio Mané et Pierre-Emerick Aubameyang) avec 22 buts.
Le 1er juin 2019, il remporte la Ligue des champions de l'UEFA 2018-2019 en ouvrant le score dès la deuxième minute de jeu sur penalty. Il devient le premier Égyptien à gagner la Ligue des champions. Au classement 2019 du joueur africain de l'année, il inverse son classement avec son coéquipier Mané, dont il devient donc le dauphin.
Lors de la saison 2019-2020, il dispute son premier Community Shield contre Manchester City. Les Reds s'inclinent finalement aux tirs au but (4-5).
Mohamed Salah remporte en août 2019 la Supercoupe de l'UEFA contre Chelsea puis la Coupe du monde des clubs, où il est élu meilleur joueur de la compétition, en décembre 2019.
Le 25 juin 2020, Liverpool est sacré champion d'Angleterre, 30 ans après son dernier sacre.
Le 24 octobre 2021, après son triplé face à Manchester United et son incroyable but face à Manchester City, il devient le meilleur buteur africain de l’histoire de la Premier League en devançant l'ancien buteur de Chelsea Didier Drogba et ses 104 buts. Avec 23 buts marqués, l'athlète termine meilleur buteur de Premier League à l'issue de la saison 2021-2022, à égalité avec l'ailier des Spurs Son Heung-min.
En mai 2022, Salah annonce qu'il va rester la saison suivante à Liverpool « quoiqu'il se passe avec mon contrat » qui court jusqu'en juin 2023.

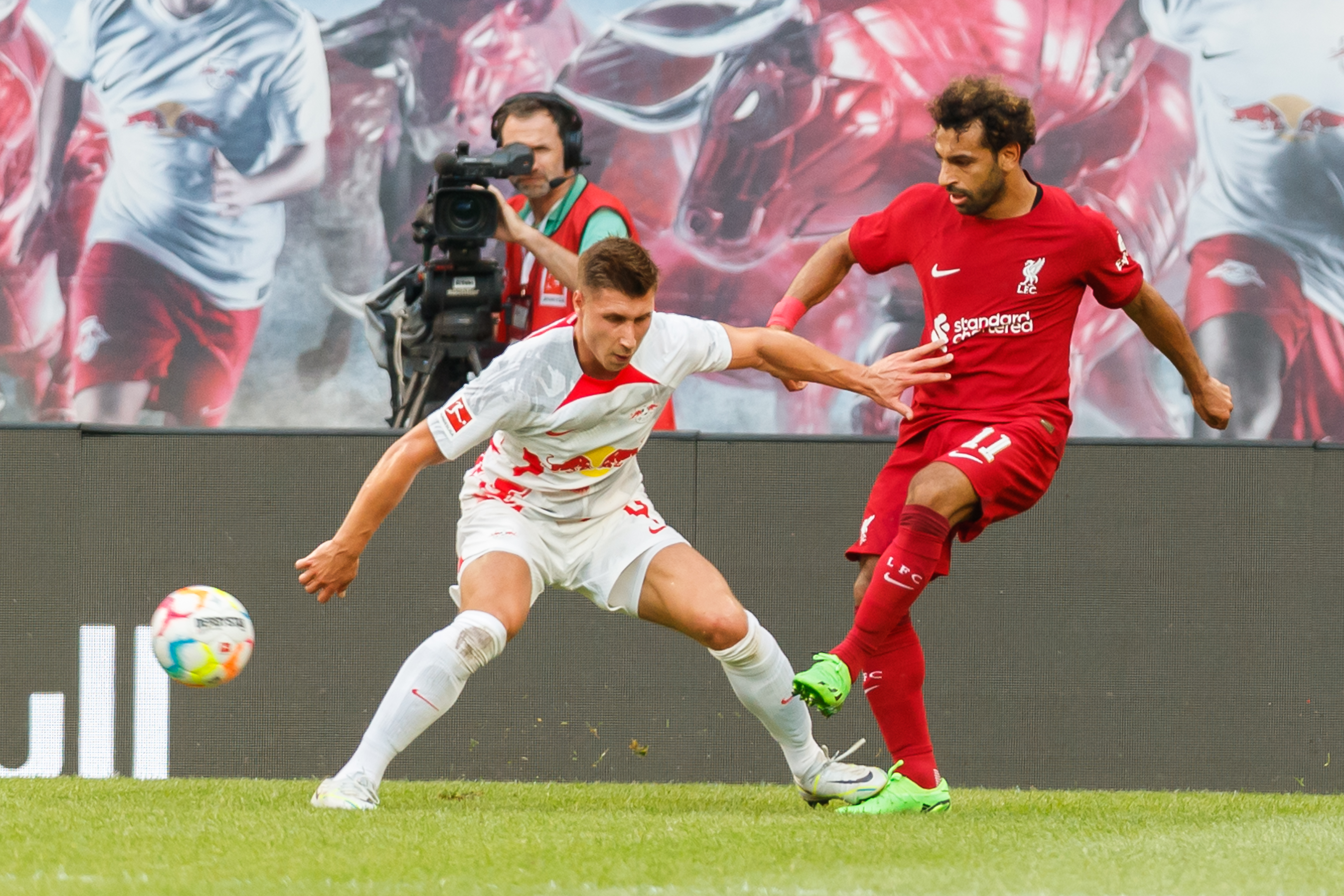
Mohamed Salah lors de la pré-saison 2022-2023 face au RB Leipzig avec le Liverpool FC.

Le 1er juillet 2022, il prolonge son contrat jusqu'en juin 2025 avec Liverpool.
Le 6 août 2022, le footballeur débute la nouvelle campagne de Premier League en marquant un but et en délivrant une passe décisive lors du match nul 2-2 à Fulham. Avec son huitième but en match d'ouverture de Premier League, il devient le premier joueur à marquer lors de la première journée six saisons de suite, et égale le record de buts lors des premières journées de championnat établi par Wayne Rooney, Frank Lampard et Alan Shearer.
Le 12 octobre, Mohamed Salah est sorti du banc lors d'un match de Ligue des champions de l'UEFA contre les Rangers, avant de marquer trois buts en l'espace de six minutes et douze secondes lors d'une victoire finale sur le score de 7-1. Il a ainsi battu le record de Bafétimbi Gomis du triplé le plus rapide de tous les temps en Ligue des champions. Avec 38 buts, il est également devenu le meilleur buteur d'une équipe anglaise, devançant Didier Drogba et Sergio Aguero.
Le 7 janvier 2023, le joueur égyptien a dépassé Kenny Dalglish pour la sixième place sur la liste des meilleurs buteurs de l'histoire du club, portant son total pour les Reds à 173 buts en 280 matchs, lorsqu'il a marqué le deuxième but lors d'un match nul 2-2 en FA Cup contre Wolverhampton à Anfield. Le 21 février 2023, Salah est devenu le meilleur buteur de Liverpool dans les compétitions européennes après avoir marqué le deuxième but du match de Champions League contre le Real Madrid en huitième de finale aller. Le 5 mars 2023, il a marqué deux buts et délivré deux passes décisives contre Manchester United lors d'une victoire historique de 7-0 et est devenu le meilleur buteur de l'histoire de Liverpool en Premier League avec 129 buts, dépassant Robbie Fowler qui en a marqué 128. l'ailier est également devenu le premier joueur de Liverpool à marquer contre Manchester United lors de cinq matches consécutifs. Avec son premier but contre Manchester United, Mohamed Salah devient le meilleur buteur égyptien de tous les temps avec 303 buts en carrière, dépassant Hossam Hassan qui avait marqué 302 buts pour ces club et le pays toutes compétitions confondues entre 1985 et 2007
Lors du mercato d’été de la saison 2023-2024, l'athlète est approché à de nombreuses reprises par club saoudien de Al-Ittihad, malgré le fait que le club lui propose d’être le joueur le mieux payé au monde, il ne forcera jamais son départ ne voulant pas ternir sa réputation à Liverpool.
Le 21 octobre 2023, Salah a marqué les 200e et 201e buts en championnat de sa carrière avec un doublé dans le derby du Merseyside. Le 26 octobre, Salah a marqué le dernier but lors d'une victoire 5-1 contre Toulouse pour devenir le joueur de Premier League ayant marqué le plus de buts dans les compétitions européennes, dépassant Thierry Henry. Le 29 octobre, Salah a marqué lors d'une victoire 3-0 contre Nottingham Forest, devenant ainsi le troisième joueur de l'histoire de Liverpool à réaliser l'exploit de marquer lors de chacun des cinq premiers matches de championnat à domicile d'une saison, après Harry Chambers et John Aldridge. Chambers et Aldridge ont réalisé cet exploit en 1922 et 1987 respectivement. Le 9 décembre, Salah a marqué son 200e but pour Liverpool lors d'une victoire 2-1 à l'extérieur contre Crystal Palace en Premier League, devenant ainsi le cinquième joueur du club à atteindre cet objectif, après Ian Rush, Roger Hunt, Gordon Hodgson et Billy Liddell. Le 14 mars 2024, il a marqué un but lors d'une victoire 6-1 contre le Sparta Prague en 16e de finale de l'Europa League, devenant ainsi le premier joueur à marquer au moins 20 buts au cours de sept saisons consécutives pour Liverpool, battant le précédent record de Ian Rush qui en avait marqué six entre 1981-82 et 1986-87. Le 7 avril, Salah a marqué lors d'un match nul 2-2 à l'extérieur contre Manchester United, portant son nombre de buts en Premier League à Old Trafford à six, le plus grand nombre de joueurs visiteurs dans l'histoire de la compétition, dépassant les cinq buts de Steven Gerrard.
Le 11 avril 2025, les Reds annoncent la prolongation du contrat de Mohamed Salah pour deux années supplémentaires, soit jusqu'en juin 2027,,. Véritable légende du club, il a disputé depuis son arrivée 394 matchs toutes compétitions confondues et cumule 243 buts et 111 passes décisives,.

### En sélection nationale
En avril 2011, l’Égypte se classe troisième de la compétition de la Coupe d'Afrique des Nations des moins de vingt ans en Afrique du Sud, compétition dans laquelle Mohamed Salah brille et attire l’attention du FC Bale.
Le footballeur est appelé en sélection nationale après de belles prestations en équipe des moins de 20 ans. Il honore sa première sélection avec l'équipe nationale d'Égypte le 3 septembre 2011 en étant titularisé face à la Sierra Leone. Son équipe s'incline toutefois par deux buts à un.
Le 22 mai 2012, Salah réalise son premier doublé en sélection, à l'occasion d'un match amical contre le Togo. Il est également l'auteur de la passe décisive sur l'ouverture du score de son équipe et permet ainsi à celle-ci de s'imposer (3-0 score final).
Le natif de Nagrig devient rapidement un des piliers de l’équipe grâce à sa vitesse et sa technique, il est notamment l'auteur de buts décisifs, contre la Guinée par exemple. Capable d'évoluer dans les deux couloirs, il élimine souvent son adversaire grâce à sa vitesse. Le 22 mars 2013, Salah délivre une passe décisive et inscrit un doublé en une mi-temps face au Swaziland, pour une victoire finale des Égyptiens 10 à 0.
Quatre jours plus tard, lors d'un match qualificatif à la Coupe du monde de football de 2014 face au Zimbabwe, le joueur obtient le penalty de la victoire à la suite d'une bonne accélération qui oblige le défenseur à commettre une faute en pleine surface. Le vétéran Mohamed Aboutrika, se charge de transformer le penalty pour une victoire des Égyptiens 2-1.
Le 10 juin 2013, alors que l’entraîneur de l'Équipe du Zimbabwe avait déclaré « Salah est leur meilleur joueur, mais nous avons travaillé sur la façon de le contenir et il ne devrait pas obtenir d'occasions »,. Une prestation marquée par son incroyable but à la 77e minute.

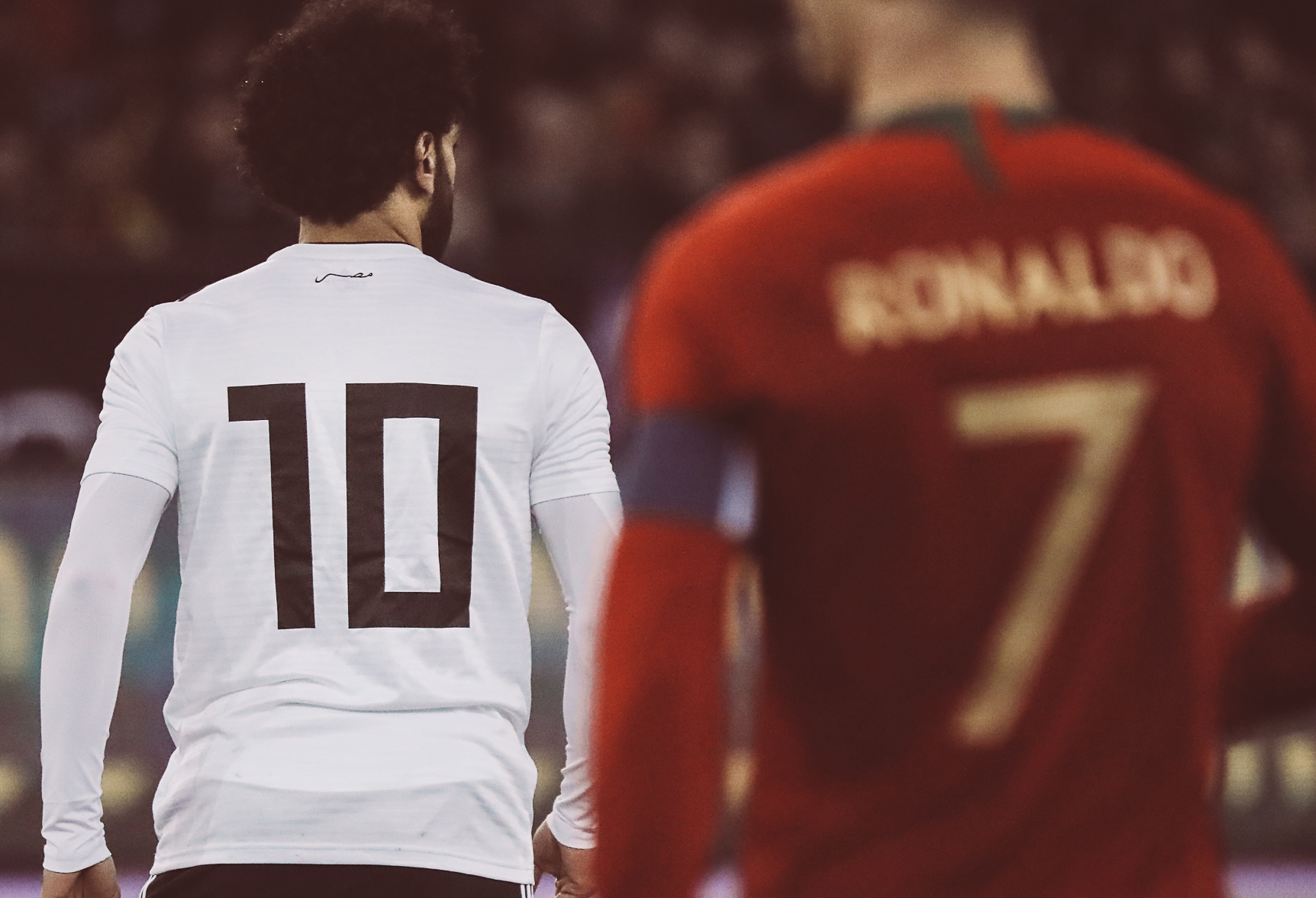
Mohamed Salah et Cristiano Ronaldo lors du match amical entre l'Égypte et le Portugal en mars 2018.

Mohamed Salah fait partie de la sélection de l’Égypte pour la Coupe d'Afrique des nations 2017 qui se tient au Gabon. Le 25 janvier 2017, il marque l'unique but de la victoire face au Ghana qui assure à son équipe la première place du Groupe D. L'ailier aide son équipe à atteindre la finale de la compétition en marquant deux fois et en faisant autant de passes décisives en six matchs, ce qui lui vaut une nomination dans l'équipe type du tournoi 2017.
Le joueur égyptien inscrit avec l’Égypte cinq buts lors des qualifications pour la Coupe du monde de la FIFA 2018, incluant les deux buts lors de la victoire décisive 2-1 face au Congo, permettant aux Pharaons d'empocher leur ticket pour leur première Coupe du monde depuis 1990.
Mohamed Salah fait partie de la liste des 23 joueurs égyptiens sélectionnés pour disputer la Coupe du monde de 2018 en Russie. Malgré l'élimination de son équipe lors du premier tour, il deviendra le deuxième joueur égyptien depuis Abdelrahman Fawzi (en 1934) à avoir marqué deux buts sur une édition de la Coupe du monde.
Pendant le Mondial 2018, à la suite de la polémique Ramzan Kadyrov (le 10 juin, le président tchétchène s'est affiché aux côtés de Mohamed Salah et lui décerne une médaille lors d'un repas sans qu'il soit au courant de sa venue et ait donné son accord à la Fédération égyptienne de football, ce que n'a pas apprécié le joueur,), il annonce qu'il pense à prendre sa retraite internationale après la compétition,.
Or, en septembre 2018, le footballeur fait partie du onze de départ lors du match Égypte-Niger (6-0) comptant pour les éliminatoires de la CAN 2019 qui se déroulera en Égypte. Il marque d'ailleurs un doublé lors de cette confrontation.
L'année suivante, l'athlète figure sur la liste des joueurs sélectionnées pour participer à la Coupe d'Afrique des nations 2019. Deux ans plus tard, il est de nouveau convoqué pour participer à la Coupe d'Afrique des nations 2021.
Le 16 novembre 2023, Salah se fait remarquer en réalisant un quadruplé face au Djibouti lors d'une rencontre comptant pour les éliminatoires de la Coupe du monde 2026. Il permet ainsi à son équipe de l'emporter par six buts à zéro.
En décembre 2023, il est retenu dans la liste des vingt-sept joueurs égyptiens sélectionnés par Rui Vitória pour disputer la Coupe d'Afrique des nations 2023.

## Style de jeu: Ailier buteur

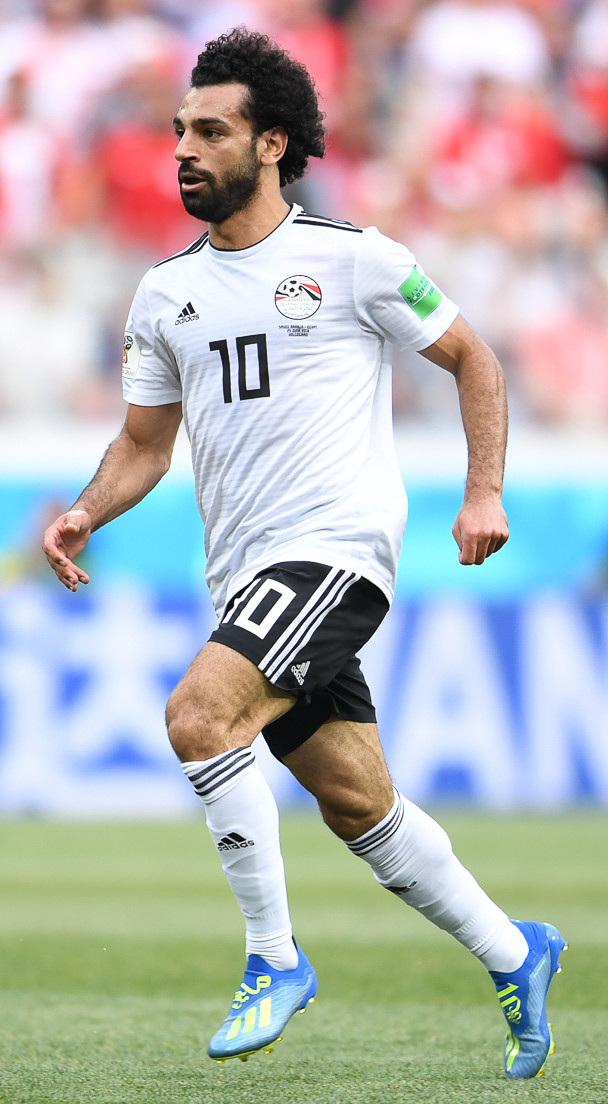
Mohamed Salah est décrit comme « un joueur rapide, mobile, travailleur, talentueux et tactique, avec une bonne technique et le sens du but ».

L'Égyptien est principalement connu pour sa vitesse, ses dribbles, son premier toucher et son contrôle de balle, ainsi que sa capacité à utiliser à la fois son rythme et sa technique avec la balle afin de devancer ses adversaires et créer des occasions de buts pour ses coéquipiers ou lui-même,,. Joueur polyvalent, il joue principalement comme ailier sur le flanc droit, une position qui lui permet de couper et de revenir sur son pied gauche face au but ou de réaliser des combinaisons rapides avec d'autres coéquipiers. Il peut également jouer 10 derrière l'attaquant principal ou bien en deuxième attaquant de soutien.

Lors de sa signature à Chelsea, José Mourinho décrit Salah : 

« Il est jeune, il est rapide, il est créatif, il est enthousiaste. Lorsqu'on l'a analysé, on a vu une personnalité humble sur le terrain, prêt à travailler pour l'équipe »

. Mourinho ajoute qu'il a des « qualités similaires » à des « joueurs talentueux » avec lesquels il avait travaillé par le passé, comme Gareth Bale ou Arjen Robben. Ses compétences techniques, son rythme, sa position et son style de jeu direct l'ont amené à être surnommé « le Messi égyptien » dans les médias italiens,. La légende brésilienne Ronaldo a aussi fait les éloges de l'athlète : 

« Salah est un joueur incroyable, doté d'une qualité exceptionnelle, il ressemble fortement à Messi balle au pied. »

,

Mohamed Salah explique aussi qu’il peut jouer à plusieurs postes : 

« J'ai beaucoup joué avant-centre cette saison mais j'ai joué aussi sur l'aile et j'y ai marqué beaucoup de buts. Mais je n'aime pas être étiqueté numéro 9, parce que je ne joue pas à la manière d'un 9. Comme avant-centre, je dois redescendre assez bas pour chercher le ballon et ensuite passer les défenseurs, les dribbler. Donc même quand je joue en numéro 9, mon style est différent des 9 habituels. Je la joue un peu comme un numéro 10 en fait. J'essaye toujours d'aider l'équipe à marquer. »

Certains à Liverpool le comparent au légendaire John Barnes, un joueur excitant qui fait gagner son équipe et qui est capable de dribbler une défense entière pour mettre son but. Lors d’une interview, Steven Gerrard affirmera à Mohamed Salah : 

« John Barnes était comme toi, un joueur intéressant à regarder et qui pouvait faire gagner son équipe. »

## Image publique

### Un sportif musulman
Mohamed Salah revendique ouvertement être musulman. À titre d'exemple, il célèbre souvent ses buts en prosternation, la « marque déposée » du footballeur.
Les performances et la personnalité du footballeur ont permis de changer l'image que les fans de football se font de l'islam,. Quatre chercheurs de l'université de Stanford et de l'école polytechnique fédérale de Zurich ont mené une étude concluant que la renommée de Salah a fortement réduit l'islamophobie en Angleterre. Ainsi, les actes islamophobes ont baissé de 18,9% dans la région de Liverpool avec l'arrivée de Mohamed Salah dans l'équipe, de même pour les messages islamophobes des fans. Des fans qui se déclaraient islamophobes sont même allés jusqu'à se convertir à l'islam en admiration pour le footballeur,. Un chant de supporter à la gloire de Mohamed Salah comporte des paroles telles que « c'est un cadeau d'Allah » et « s'il marque un but de plus, je deviendrai moi aussi musulman »,.
Mohamed Salah a également exprimé son souhait d'améliorer la condition des femmes dans le monde musulman.

### Vie privée
Mohamed Salah et sa compagne Maggi se sont mariés en 2013. Leur fille, Makka, née en 2014, est nommée ainsi en l'honneur de la ville sainte musulmane de La Mecque. Il a aussi eu une autre fille, Kayan, née en 2020.
Lors de l'élection présidentielle égyptienne de 2018, un grand nombre de bulletins de vote annulés, peut-être plus d'un million, impliquait des électeurs rayant les deux noms et écrivant celui de Salah à la place, révélant l'aura du footballeur dans son pays,.

### Reconnaissances et distinctions civiles
| - Graffiti de Salah au Caire. - Mur représentant Salah à New York. |

En mai 2018, le British Museum de Londres expose les chaussures du Mohamed Salah. Il s'agit de sa paire d'Adidas X17.1 couleur Deadly Strike. Elle est exposée dans la partie consacrée à l’histoire de l’Égypte.
En janvier 2019, le gouvernement égyptien annonce, par la voix du ministre des Sports Ashraf Sobhy, qu'il va créer un musée consacré à Mohamed Salah. Il sera situé au Centre de jeunesse de Gezira.
En 2019, il est nommé dans le classement des personnalités les plus influentes de l'année (100 most influential people of 2019 catégorie Titans) du magazine américain Time dans son classement,.

## Statistiques détaillées

### Générales
| Saison                | Club                  | Championnat           | Championnat | Championnat | Championnat | Coupe nationale | Coupe nationale | Coupe nationale | Coupe de la Ligue | Coupe de la Ligue | Coupe de la Ligue | Supercoupe | Supercoupe | Supercoupe | Compétition(s) continentale(s) | Compétition(s) continentale(s) | Compétition(s) continentale(s) | Compétition(s) continentale(s) | Égypte | Égypte | Égypte | Total | Total | Total |
| Saison                | Club                  | Division              | M.          | B.          | P.d.        | M.              | B.              | P.d.            | M.                | B.                | P.d.              | M.         | B.         | P.d.       | Comp.                          | M.                             | B.                             | P.d.                           | M.     | B.     | P.d.   | M.    | B.    | P.d.  |
| 2009-2010             | Arab Contractors SC   | Premier League        | 3           | 0           | 0           | 2               | 0               | 1               | -                 | -                 | -                 | -          | -          | -          | -                              | -                              | -                              | -                              | -      | -      | -      | 5     | 0     | 1     |
| 2010-2011             | Arab Contractors SC   | Premier League        | 21          | 4           | 1           | 4               | 1               | 1               | -                 | -                 | -                 | -          | -          | -          | -                              | -                              | -                              | -                              | -      | -      | -      | 25    | 5     | 2     |
| 2011-2012             | Arab Contractors SC   | Premier League        | 15          | 7           | 3           | 0               | 0               | 0               | -                 | -                 | -                 | -          | -          | -          | -                              | -                              | -                              | -                              | 14     | 8      | 4      | 29    | 15    | 7     |
| Sous-total            | Sous-total            | Sous-total            | 39          | 11          | 4           | 6               | 1               | 2               | -                 | -                 | -                 | -          | -          | -          | -                              | -                              | -                              | -                              | 14     | 8      | 4      | 59    | 20    | 10    |
| 2012-2013             | FC Bâle               | Super League          | 29          | 5           | 3           | 5               | 3               | 2               | -                 | -                 | -                 | -          | -          | -          | C1+C3                          | 2+14                           | 0+2                            | 0+3                            | 8      | 7      | 2      | 58    | 17    | 10    |
| 2013-2014             | FC Bâle               | Super League          | 18          | 4           | 4           | 1               | 1               | 0               | -                 | -                 | -                 | -          | -          | -          | C1                             | 10                             | 5                              | 0                              | 5      | 2      | 2      | 34    | 12    | 6     |
| Sous-total            | Sous-total            | Sous-total            | 47          | 9           | 7           | 6               | 4               | 2               | -                 | -                 | -                 | -          | -          | -          | -                              | 26                             | 7                              | 3                              | 13     | 9      | 4      | 92    | 29    | 16    |
| 2013-2014             | Chelsea FC            | Premier League        | 10          | 2           | 1           | 1               | 0               | 0               | -                 | -                 | -                 | -          | -          | -          | C1                             | -                              | -                              | -                              | 3      | 2      | 2      | 14    | 4     | 3     |
| 2014-2015             | Chelsea FC            | Premier League        | 3           | 0           | 0           | 1               | 0               | 1               | 2                 | 0                 | 1                 | -          | -          | -          | C1                             | 2                              | 0                              | 0                              | 6      | 3      | 0      | 14    | 3     | 2     |
| Sous-total            | Sous-total            | Sous-total            | 13          | 2           | 1           | 2               | 0               | 1               | 2                 | 0                 | 1                 | -          | -          | -          | -                              | 2                              | 0                              | 0                              | 9      | 5      | 2      | 28    | 7     | 5     |
| 2015                  | ACF Fiorentina (prêt) | Serie A               | 16          | 6           | 3           | 2               | 2               | 0               | -                 | -                 | -                 | -          | -          | -          | C3                             | 8                              | 1                              | 1                              | 2      | 1      | 2      | 28    | 10    | 6     |
| 2015-2016             | AS Rome (prêt)        | Serie A               | 34          | 14          | 6           | 1               | 0               | 0               | -                 | -                 | -                 | -          | -          | -          | C1                             | 7                              | 1                              | 0                              | 6      | 5      | 1      | 48    | 20    | 7     |
| 2016-2017             | AS Rome               | Serie A               | 31          | 15          | 11          | 2               | 2               | 0               | -                 | -                 | -                 | -          | -          | -          | C1+C3                          | 2+6                            | 0+2                            | 0+1                            | 11     | 4      | 4      | 52    | 23    | 16    |
| Sous-total            | Sous-total            | Sous-total            | 65          | 29          | 17          | 3               | 2               | 0               | -                 | -                 | -                 | -          | -          | -          | -                              | 15                             | 3                              | 1                              | 17     | 9      | 5      | 100   | 43    | 23    |
| 2017-2018             | Liverpool FC          | Premier League        | 36          | 32          | 10          | 1               | 1               | 0               | -                 | -                 | -                 | -          | -          | -          | C1                             | 15                             | 11                             | 4                              | 6      | 6      | 0      | 58    | 50    | 14    |
| 2018-2019             | Liverpool FC          | Premier League        | 38          | 22          | 8           | 1               | 0               | 0               | 1                 | 0                 | 0                 | 0          | 0          | 0          | C1                             | 12                             | 5                              | 2                              | 8      | 6      | 4      | 60    | 33    | 14    |
| 2019-2020             | Liverpool FC          | Premier League        | 34          | 19          | 10          | 2               | 0               | 0               | -                 | -                 | -                 | 4          | 0          | 1          | C1                             | 8                              | 4                              | 2                              | -      | -      | -      | 48    | 23    | 13    |
| 2020-2021             | Liverpool FC          | Premier League        | 37          | 22          | 5           | 2               | 3               | 0               | 1                 | 0                 | 0                 | 1          | 0          | 0          | C1                             | 10                             | 6                              | 1                              | 2      | 2      | 0      | 53    | 33    | 6     |
| 2021-2022             | Liverpool FC          | Premier League        | 35          | 23          | 13          | 2               | 0               | 0               | 1                 | 0                 | 0                 | -          | -          | -          | C1                             | 13                             | 8                              | 2                              | 14     | 2      | 4      | 65    | 33    | 19    |
| 2022-2023             | Liverpool FC          | Premier League        | 38          | 19          | 12          | 3               | 1               | 1               | 1                 | 1                 | 0                 | 1          | 1          | 1          | C1                             | 8                              | 8                              | 2                              | 5      | 4      | 4      | 56    | 34    | 20    |
| 2023-2024             | Liverpool FC          | Premier League        | 32          | 18          | 10          | 1               | 1               | 0               | 2                 | 1                 | 0                 | -          | -          | -          | C3                             | 9                              | 5                              | 3                              | 10     | 6      | 4      | 54    | 31    | 17    |
| 2024-2025             | Liverpool FC          | Premier League        | 38          | 29          | 18          | -               | -               | -               | 5                 | 2                 | 1                 | -          | -          | -          | C1                             | 9                              | 3                              | 4                              | 5      | 3      | 1      | 57    | 37    | 24    |
| 2025-2026             | Liverpool FC          | Premier League        | 1           | 1           | 0           | -               | -               | -               | -                 | -                 | -                 | 1          | 0          | 0          | C1                             | -                              | -                              | -                              | -      | -      | -      | 2     | 1     | 0     |
| Sous-total            | Sous-total            | Sous-total            | 289         | 185         | 86          | 12              | 6               | 1               | 11                | 4                 | 1                 | 7          | 1          | 2          | -                              | 84                             | 50                             | 20                             | 50     | 29     | 17     | 453   | 275   | 127   |
| Total sur la carrière | Total sur la carrière | Total sur la carrière | 469         | 242         | 118         | 31              | 15              | 6               | 13                | 4                 | 2                 | 7          | 1          | 2          | -                              | 135                            | 61                             | 25                             | 103    | 58     | 34     | 758   | 381   | 187   |

### Buts internationaux détaillés
La colonne « score » indique le score après chaque but de Mohamed Salah.
| Buts internationaux de Mohamed salah | Buts internationaux de Mohamed salah | Buts internationaux de Mohamed salah                             | Buts internationaux de Mohamed salah | Buts internationaux de Mohamed salah | Buts internationaux de Mohamed salah | Buts internationaux de Mohamed salah | Buts internationaux de Mohamed salah | Buts internationaux de Mohamed salah |
| No.                                  | Date                                 | Lieu                                                             | Sel.                                 | Adversaire                           | Score                                | Résultat                             | Compétition                          | Ref                                  |
| ------------------------------------ | ------------------------------------ | ---------------------------------------------------------------- | ------------------------------------ | ------------------------------------ | ------------------------------------ | ------------------------------------ | ------------------------------------ | ------------------------------------ |
| 1                                    | 8 octobre 2011                       | Stade international du Caire, Le Caire, Égypte                   | 2                                    | Niger                                | 2 – 0                                | 3 – 0                                | Qualifications CAN 2012              | [ 116 ]                              |
| 2                                    | 27 février 2012                      | Al-Gharafa Stadium, Doha, Qatar                                  | 3                                    | Kenya                                | 1 – 0                                | 5 – 0                                | Match amical                         | [ 117 ]                              |
| 3                                    | 29 mars 2012                         | Khartoum Stadium, Khartoum, Soudan                               | 6                                    | Ouganda                              | 1 – 1                                | 2 – 1                                | Match amical                         | [ 118 ]                              |
| 4                                    | 31 mars 2012                         | Khartoum Stadium, Khartoum, Soudan                               | 7                                    | Tchad                                | 1 – 0                                | 4 – 0                                | Match amical                         | [ 119 ]                              |
| 5                                    | 22 mai 2012                          | Al Merreikh Stadium, Omdurman, Soudan                            | 10                                   | Togo                                 | 2 – 0                                | 3 – 0                                | Match amical                         | [ 120 ]                              |
| 6                                    | 22 mai 2012                          | Al Merreikh Stadium, Omdurman, Soudan                            | 10                                   | Togo                                 | 3 – 0                                | 3 – 0                                | Match amical                         | [ 120 ]                              |
| 7                                    | 10 juin 2012                         | Stade du 28 Septembre, Conakry, Guinée                           | 12                                   | Guinée                               | 3 – 2                                | 3 – 2                                | Éliminatoires Coupe du monde 2014    | [ 121 ]                              |
| 8                                    | 15 juin 2012                         | Borg El Arab Stadium, Alexandrie, Égypte                         | 13                                   | Centrafrique                         | 2 – 1                                | 2 – 3                                | Qualifications CAN 2013              | [ 122 ]                              |
| 9                                    | 6 février 2013                       | Stade Vicente-Calderón, Madrid, Espagne                          | 18                                   | Chili                                | 1 – 2                                | 1 – 2                                | Match amical                         | [ 123 ]                              |
| 10                                   | 22 mars 2013                         | Borg El Arab Stadium, Alexandrie, Égypte                         | 19                                   | Eswatini                             | 2 – 0                                | 10 – 0                               | Match amical                         | ,                                    |
| 11                                   | 22 mars 2013                         | Borg El Arab Stadium, Alexandrie, Égypte                         | 19                                   | Eswatini                             | 3 – 0                                | 10 – 0                               | Match amical                         | ,                                    |
| 12                                   | 9 juin 2013                          | National Sports Stadium, Harare, Zimbabwe                        | 21                                   | Zimbabwe                             | 2 – 1                                | 4 – 2                                | Éliminatoires Coupe du monde 2014    | [ 126 ]                              |
| 13                                   | 9 juin 2013                          | National Sports Stadium, Harare, Zimbabwe                        | 21                                   | Zimbabwe                             | 3 – 1                                | 4 – 2                                | Éliminatoires Coupe du monde 2014    | [ 126 ]                              |
| 14                                   | 9 juin 2013                          | National Sports Stadium, Harare, Zimbabwe                        | 21                                   | Zimbabwe                             | 4 – 2                                | 4 – 2                                | Éliminatoires Coupe du monde 2014    | [ 126 ]                              |
| 15                                   | 16 juin 2013                         | Estádio da Machava (en), Maputo, Mozambique                      | 22                                   | Mozambique                           | 1 – 0                                | 1 – 0                                | Éliminatoires Coupe du monde 2014    | [ 127 ]                              |
| 16                                   | 14 aout 2013                         | Stade d'El Gouna, El Gouna, Égypte                               | 23                                   | Ouganda                              | 2 – 0                                | 3 – 0                                | Match amical                         | [ 128 ]                              |
| 17                                   | 10 septembre 2013                    | Stade d'El Gouna, El Gouna, Égypte                               | 24                                   | Guinée                               | 3 – 2                                | 4 – 2                                | Éliminatoires Coupe du monde 2014    | [ 129 ]                              |
| 18                                   | 5 mars 2014                          | Tivoli-Neu, Innsbruck, Autriche                                  | 28                                   | Bosnie-Herzégovine                   | 2 – 0                                | 2 – 0                                | Match amical                         | [ 130 ]                              |
| 19                                   | 30 mai 2014                          | Stade national Julio Martínez Prádanos, Santiago, Chili          | 29                                   | Chili                                | 1 – 0                                | 2 – 3                                | Match amical                         | [ 131 ]                              |
| 20                                   | 10 octobre 2014                      | National Stadium, Gaborone, Botswana                             | 33                                   | Botswana                             | 2 – 0                                | 2 – 0                                | Qualifications CAN 2015              | [ 132 ]                              |
| 21                                   | 15 octobre 2014                      | Stade international du Caire, Le Caire, Égypte                   | 34                                   | Botswana                             | 2 – 0                                | 2 – 0                                | Qualifications CAN 2015              | [ 133 ]                              |
| 22                                   | 19 novembre 2014                     | Stade Mustapha-Ben-Jannet, Monastir, Tunisie                     | 35                                   | Tunisie                              | 1 – 0                                | 1 – 2                                | Qualifications CAN 2015              | [ 134 ]                              |
| 23                                   | 14 juin 2015                         | Borg El Arab Stadium, Alexandrie, Égypte                         | 38                                   | Tanzanie                             | 3 – 0                                | 3 – 0                                | Qualifications CAN 2017              | [ 135 ]                              |
| 24                                   | 6 septembre 2015                     | Stade Omnisports Idriss Mahamat Ouya, N'Djaména, Tchad           | 39                                   | Tchad                                | 3 – 1                                | 5 – 1                                | Qualifications CAN 2017              | [ 136 ]                              |
| 25                                   | 25 mars 2016                         | Stade Ahmadu-Bello, Kaduna, Nigeria                              | 40                                   | Nigeria                              | 1 – 1                                | 1 – 1                                | Qualifications CAN 2017              | [ 137 ]                              |
| 26                                   | 4 juin 2016                          | National Stadium, Dar es Salam, Tanzanie                         | 43                                   | Tanzanie                             | 1 – 0                                | 2 – 0                                | Qualifications CAN 2017              | [ 138 ]                              |
| 27                                   | 4 juin 2016                          | National Stadium, Dar es Salam, Tanzanie                         | 43                                   | Tanzanie                             | 2 – 0                                | 2 – 0                                | Qualifications CAN 2017              | [ 138 ]                              |
| 28                                   | 9 octobre 2016                       | Stade olympique de Brazzaville, Brazzaville, République du Congo | 44                                   | Congo                                | 1 – 1                                | 2 – 1                                | Éliminatoires Coupe du monde 2018    | [ 139 ]                              |
| 29                                   | 13 novembre 2016                     | Borg El Arab Stadium, Alexandrie, Égypte                         | 46                                   | Ghana                                | 1 – 0                                | 2 – 0                                | Éliminatoires Coupe du monde 2018    | [ 140 ]                              |
| 30                                   | 25 janvier 2017                      | Stade de Port-Gentil, Port-Gentil, Gabon                         | 50                                   | Ghana                                | 1 – 0                                | 1 – 0                                | CAN 2017                             | [ 141 ]                              |
| 31                                   | 1er février 2017                     | Stade de l'Amitié, Libreville, Gabon                             | 52                                   | Burkina Faso                         | 1 – 0                                | 1 – 1 (4–3 t.a.b)                    | CAN 2017                             | [ 142 ]                              |
| 32                                   | 5 septembre 2017                     | Borg El Arab Stadium, Alexandrie, Égypte                         | 56                                   | Ouganda                              | 1 – 0                                | 1 – 0                                | Éliminatoires Coupe du monde 2018    | [ 143 ]                              |
| 33                                   | 8 octobre 2017                       | Borg El Arab Stadium, Alexandrie, Égypte                         | 57                                   | Congo                                | 1 – 0                                | 2 – 1                                | Éliminatoires Coupe du monde 2018    | [ 144 ]                              |
| 34                                   | 8 octobre 2017                       | Borg El Arab Stadium, Alexandrie, Égypte                         | 57                                   | Congo                                | 2 – 1                                | 2 – 1                                | Éliminatoires Coupe du monde 2018    | [ 144 ]                              |
| 35                                   | 24 mars 2018                         | Stadion Letzigrund, Zurich, Suisse                               | 58                                   | Portugal                             | 1 – 0                                | 1 – 2                                | Match amical                         | [ 145 ]                              |
| 36                                   | 19 juin 2018                         | Saint-Petersburg Stadium, Saint-Petersburg, Russie               | 59                                   | Russie                               | 1 – 3                                | 1 – 3                                | Coupe du monde 2018                  | [ 146 ]                              |
| 37                                   | 25 juin 2018                         | Volgograd Arena, Volgograd, Russie                               | 60                                   | Arabie saoudite                      | 1 – 0                                | 1 – 2                                | Coupe du monde 2018                  | [ 147 ]                              |
| 38                                   | 8 septembre 2018                     | Borg El Arab Stadium, Alexandrie, Égypte                         | 61                                   | Niger                                | 3 – 0                                | 6 – 0                                | Qualifications CAN 2019              | [ 148 ]                              |
| 39                                   | 8 septembre 2018                     | Borg El Arab Stadium, Alexandrie, Égypte                         | 61                                   | Niger                                | 5 – 0                                | 6 – 0                                | Qualifications CAN 2019              | [ 148 ]                              |
| 40                                   | 12 octobre 2018                      | Stade international du Caire, Le Caire, Égypte                   | 62                                   | Eswatini                             | 4 – 0                                | 4 – 1                                | Qualifications CAN 2019              | [ 149 ]                              |
| 41                                   | 16 novembre 2018                     | Borg El Arab Stadium, Alexandrie, Égypte                         | 63                                   | Tunisie                              | 3 – 2                                | 3 – 2                                | Qualifications CAN 2019              | [ 150 ]                              |
| 42                                   | 26 juin 2019                         | Stade international du Caire, Le Caire, Égypte                   | 66                                   | RD Congo                             | 2 – 0                                | 2 – 0                                | CAN 2019                             |                                      |
| 43                                   | 30 juin 2019                         | Stade international du Caire, Le Caire, Égypte                   | 67                                   | Ouganda                              | 1 – 0                                | 2 – 0                                | CAN 2019                             |                                      |
| 44                                   | 30 mars 2021                         | Stade international du Caire, Le Caire, Égypte                   | 70                                   | Comores                              | 2 – 0                                | 4 – 0                                | Qualifications CAN 2021              |                                      |
| 45                                   | 30 mars 2021                         | Stade international du Caire, Le Caire, Égypte                   | 70                                   | Comores                              | 4 – 0                                | 4 – 0                                | Qualifications CAN 2021              |                                      |
| 46                                   | 15 janvier 2022                      | Stade Roumdé Adjia, Garoua, Cameroun                             | 77                                   | Guinée-Bissau                        | 1 – 0                                | 1 – 0                                | CAN 2021                             |                                      |
| 47                                   | 30 janvier 2022                      | Stade Ahmadou-Ahidjo, Yaoundé, Cameroun                          | 80                                   | Maroc                                | 1 – 1                                | 2 – 1                                | CAN 2021                             |                                      |
| 48                                   | 23 septembre 2022                    | Stade d'Alexandrie, Alexandrie, Égypte                           | 86                                   | Niger                                | 1 – 0                                | 3 – 0                                | Match amical                         |                                      |
| 49                                   | 23 septembre 2022                    | Stade d'Alexandrie, Alexandrie, Égypte                           | 86                                   | Niger                                | 3 – 0                                | 3 – 0                                | Match amical                         |                                      |
| 50                                   | 24 mars 2023                         | Stade du 30 Juin, Le Caire, Égypte                               | 88                                   | Malawi                               | 1 – 0                                | 2 – 0                                | Qualifications CAN 2023              |                                      |
| 51                                   | 28 mars 2023                         | Bingu National Stadium, Lilongwe, Malawi                         | 89                                   | Malawi                               | 3 - 0                                | 4 - 0                                | Qualifications CAN 2023              |                                      |

## Palmarès
Il remporte ses premiers trophées avec le FC Bâle dont deux championnat de Suisse en 2013 et 2014. Il s'incline deux fois en finale de Coupe de Suisse en 2013 et 2014. Avec le club de Liverpool, il remporte plusieurs trophées avec la Ligue des champions en 2019, la Supercoupe de l'UEFA en 2019, la Coupe du monde des clubs en 2019, la Premier League en 2020 et 2025, la Coupe d'Angleterre en 2022 et la Coupe de la Ligue en 2022 et 2024.

### En club

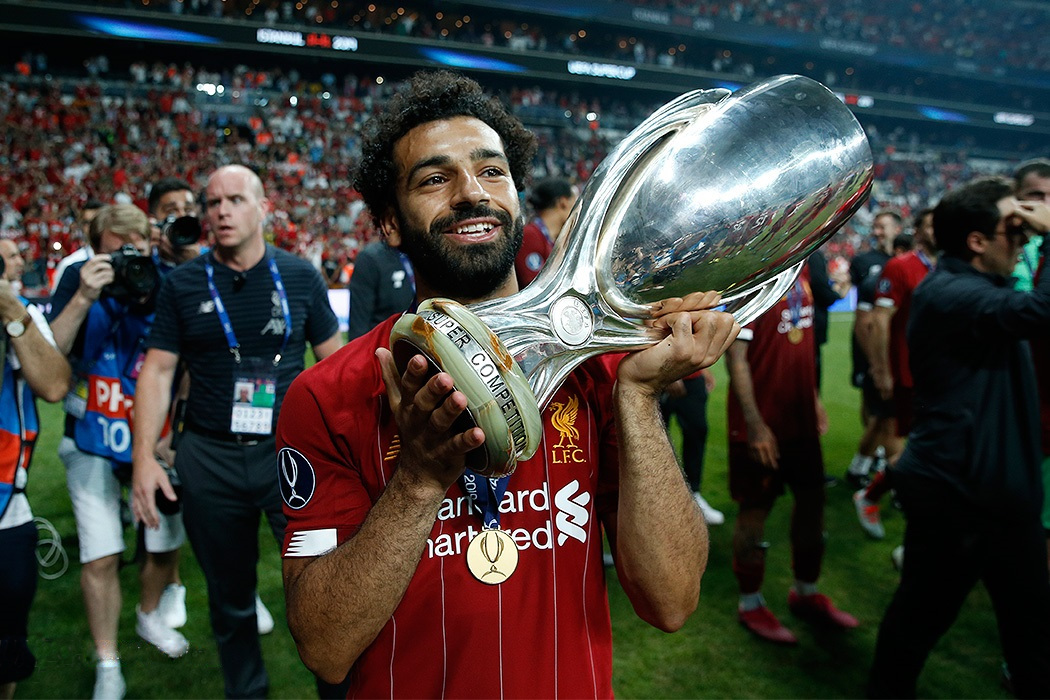
Mohamed Salah avec le trophée de la Supercoupe de l’UEFA remporté face au Chelsea FC en août 2019.

| FC Bâle (2)                                                                                 | Liverpool FC (9) |
| ------------------------------------------------------------------------------------------- | --- |
| - Super League (2) - Champion : 2013 et 2014. - Coupe de Suisse - Finaliste : 2013 et 2014. | - Premier League (2) - Champion : 2020 et 2025. - Vice-champion : 2019 et 2022. - Coupe d'Angleterre (1) - Vainqueur : 2022. - Coupe de la Ligue (2) - Vainqueur : 2022 et 2024. - Finaliste : 2025. - Community Shield (1) - Vainqueur : 2022. - Finaliste : 2020 et 2021. - Ligue des champions (1) - Vainqueur : 2019. - Finaliste : 2018 et 2022. - Supercoupe de l'UEFA (1) - Vainqueur : 2019. - Coupe du monde des clubs (1) - Vainqueur : 2019. |

### En sélection nationale
| Égypte |
| --- |
| - Coupe du monde - Premier tour : 2018. - Coupe d’Afrique des nations - Finaliste : 2017 et 2021. - Individuellement : - 101 matches, 58 buts et 33 passes décisives. |

## Récompenses
Avec le club du FC Bâle, il a été désigné meilleur joueur de la Super League Suisse en 2012-2013.
Avec le club italien de l'AS Roma, il est élu meilleur joueur de la saison par les fans de l’AS Roma en 2015-2016.
Avec Liverpool FC, il remporte à deux reprises le Joueur de l'année PFA du championnat d'Angleterre de la saison 2017-2018 et 2021-2022, trois fois le meilleur footballeur de l'année FWA de Premier League en 2017-2018, 2021-2022et 2024-2025, ainsi que deux fois meilleur joueur de l’année en Premier League par le Northwest Football Awards en 2017-2018 et 2020-2021.
Il est également élu meilleur joueur du mois de Premier League par le PFA en Novembre 2017, en Décembre 2017, en Février 2018, en Mars 2018, en Décembre 2018, en Janvier 2019, en Avril 2019, en Septembre 2021, en Octobre 2021, en Février 2022, en Septembre 2023 en Octobre 2023 et en Novembre 2024 et Février 2025.
Il est par quatre fois Meilleur buteur de Premier League en 2018 (32 buts), 2019 (22 buts), 2022 (23 buts) et et 2025 (29 buts), ainsi que du Meilleur passeur en 2022 (13 passes décisives) et 2025 (18 passes décisives). Il est trois fois membre de l'équipe type de la saison de Premier League en 2017-2018, 2020-2021, 2021-2022, 2022-2023 et 2024-2025.
En tant que titre individuels par la FIFA, il remporte le Prix Puskás de la FIFA du plus beau but de l'année en 2017-2018 ainsi que du titre du meilleur joueur de la Coupe du monde des clubs en 2019. Il termine à aux troisième place de The Best - Joueur de la FIFA en 2018 et en 2021. Il est membre de l'équipe type de la Ligue des champions de l'UEFA en 2018 ainsi que de la troisième place du Prix UEFA du meilleur joueur d'Europe.
Par la Confédération africaine de football, il est membre de l'équipe type du Championnat d'Afrique des nations des moins de 23 ans 2011. Il est élu meilleur joueur africain de la décennie ainsi que dans l'équipe type de la période (2011-2020) par l’IFFHS. Il est élu meilleur espoir de l'année en 2012. Il est élu meilleur joueur africain de l'année en 2017 et 2018 et membre de l'équipe type de la Coupe d'Afrique des Nations en 2017 et 2021. Il est membre de l'équipe type africaine de l'année par la CAF en 2017, 2018, 2019 et 2023.
En 2021, il reçoit le prix international Golden Foot récompensant la carrière d'un joueur pour l'ensemble de ses performances.

### Records
Liverpool FC
- 3e meilleur buteur de l'histoire de Liverpool avec 246 buts.
- 6e meilleur passeur de l'histoire de Liverpool avec 105 passes décisives.
- Meilleur buteur de Liverpool en compétitions européennes : (47 buts).
- Meilleur buteur de Liverpool en compétitions européennes à Anfield : (19 buts).
- Meilleur buteur de l'histoire de Liverpool en compétition continentale sur une saison (record partagé avec Roberto Firmino)[187].

 Premier League
- 8e meilleur buteur de l’histoire de la Premier League avec 168 buts.
- Meilleur buteur africain de l’histoire de la Premier League avec 168 buts[188].
- Meilleur passeur africain de l’histoire de la Premier League avec 77 passes décisives.
- Meilleur buteur africain de l'histoire en Premier League sur une saison avec 32 buts (le seul africain à inscrire plus de 30 buts)[189].
- Joueur avec le plus de buts et de passes décisives à Liverpool en Premier League (232 buts et passes décisives combinés).
- Meilleur buteur de Liverpool en Premier League avec 158 buts.
- Premier joueur à avoir été nommé à trois reprises Joueur du mois du championnat d'Angleterre au cours d'une même saison : novembre 2017[53], février 2018[190] et mars 2018[191].
- Meilleur buteur étranger en Premier League sous les couleurs de Liverpool.
- Premier joueur africain à franchir la barre des 20 buts au cours de 4 saisons différentes de Premier League.
- Premier joueur de l’histoire à avoir inscrit un triplé à Old Trafford face à Manchester United en Premier League.
- Meilleur buteur des premières journées de championnat en Premier League avec 9 buts.

 Ligue des champions
- Meilleur buteur pour un club anglais dans les compétitions européennes majeures de l'UEFA avec 45 buts[192].
- Meilleur buteur de Liverpool en Ligue des champions avec 43 buts.
- Meilleur buteur africain en compétitions européennes avec 55 buts.
- Meilleur buteur africain de la Ligue des champions avec 50 buts.
- Meilleur buteur de la Ligue des champions pour un club anglais avec 43 buts.
- Triplé le plus rapide en Ligue des champions face aux Rangers FC le 12 octobre 2022 (6 minutes).
- Il devient le buteur le plus rapide en finale de Ligue des champions depuis Paolo Maldini.
- Co meilleur buteur africain en Ligue des champions sur une saison avec 11 buts comme Sébastien Haller[193].

 Égypte
- 2e meilleur buteur de l’histoire de l’Égypte avec 57 buts.
- Meilleur passeur de l’histoire de l’Égypte avec 33 passes décisives.
- Meilleur buteur égyptien de l’histoire en club et sélection avec 351 buts.
- Meilleur buteur de l’histoire de l’Égypte en Coupe du monde avec 2 buts.
- Meilleur buteur de l’histoire des qualifications de la CAN avec 22 buts.
- Meilleur buteur égyptien de l’histoire des qualifications de la Coupe du monde avec 15 buts.

 Serie A
- Meilleur buteur égyptien de l’histoire de la Série A avec 35 buts en 81 matchs.

| Années | Classements                                                                                   | % des suffrages                                                                               | Clubs                                                                                         | Vainqueurs                                                                                    |
| ------ | --------------------------------------------------------------------------------------------- | --------------------------------------------------------------------------------------------- | --------------------------------------------------------------------------------------------- | --------------------------------------------------------------------------------------------- |
| 2018   | 6e                                                                                            | 6,53 %                                                                                        | Liverpool FC                                                                                  | Luka Modrić (47,85 %)                                                                         |
| 2019   | 5e                                                                                            | 6,32 %                                                                                        | Liverpool FC                                                                                  | Lionel Messi (24,36 %)                                                                        |
| 2020   | Non attribué faute de conditions équitables suffisantes en raison de la pandémie de Covid-19. | Non attribué faute de conditions équitables suffisantes en raison de la pandémie de Covid-19. | Non attribué faute de conditions équitables suffisantes en raison de la pandémie de Covid-19. | Non attribué faute de conditions équitables suffisantes en raison de la pandémie de Covid-19. |
| 2021   | 7e                                                                                            | 4,45 %                                                                                        | Liverpool FC                                                                                  | Lionel Messi (22,54 %)                                                                        |
| 2022   | 5e                                                                                            | 7,80%                                                                                         | Liverpool FC                                                                                  | Karim Benzema (36,90%)                                                                        |
| 2023   | 11e                                                                                           | 0,88%                                                                                         | Liverpool FC                                                                                  | Lionel Messi (31,39 %)                                                                        |

| Années | Classements                                                                                   | % des suffrages                                                                               | Clubs                                                                                         | Vainqueur                                                                                     |
| ------ | --------------------------------------------------------------------------------------------- | --------------------------------------------------------------------------------------------- | --------------------------------------------------------------------------------------------- | --------------------------------------------------------------------------------------------- |
| 2017   | 1re                                                                                           | 52,20 %                                                                                       | AS Roma Liverpool FC                                                                          | Salah                                                                                         |
| 2018   | 1re                                                                                           | 62,10%                                                                                        | Liverpool FC                                                                                  | Salah                                                                                         |
| 2019   | 2e                                                                                            | 18,10 %                                                                                       | Liverpool FC                                                                                  | Mané                                                                                          |
| 2020   | Non attribué faute de conditions équitables suffisantes en raison de la pandémie de Covid-19. | Non attribué faute de conditions équitables suffisantes en raison de la pandémie de Covid-19. | Non attribué faute de conditions équitables suffisantes en raison de la pandémie de Covid-19. | Non attribué faute de conditions équitables suffisantes en raison de la pandémie de Covid-19. |
| 2021   | Non attribué faute de conditions équitables suffisantes en raison de la pandémie de Covid-19. | Non attribué faute de conditions équitables suffisantes en raison de la pandémie de Covid-19. | Non attribué faute de conditions équitables suffisantes en raison de la pandémie de Covid-19. | Non attribué faute de conditions équitables suffisantes en raison de la pandémie de Covid-19. |
| 2022   | 2e                                                                                            | 19,22%                                                                                        | Liverpool FC                                                                                  | Mané                                                                                          |
| 2023   | 3e                                                                                            | 23,20%                                                                                        | Liverpool FC                                                                                  | Osimhen                                                                                       |

| Années | Places | Suffrages | Clubs        | Vainqueurs                     |
| ------ | ------ | --------- | ------------ | ------------------------------ |
| 2018   | 3e     | 11,23 %   | Liverpool FC | Luka Modrić (29,05 %)          |
| 2019   | 4e     | 6,22 %    | Liverpool FC | Lionel Messi (46 pts / 19,8 %) |
| 2020   | 6e     | 25 pts    | Liverpool FC | Robert Lewandowski (52 pts)    |
| 2021   | 3e     | 39 pts    | Liverpool FC | Robert Lewandowski (48 pts)    |
| 2022   | 13e    | 2 pts     | Liverpool FC | Lionel Messi (52 pts)          |